# Mulher de Amigo Meu pra Mim é um Saco
"Mulher de Amigo Meu Pra Mim é um Saco" é o décimo segundo episódio da primeira temporada da sitcom brasileira Sob Nova Direção, protagonizada por Heloísa Perissé e Ingrid Guimarães, e exibida pela Rede Globo no dia 11 de julho de 2004. Após o piloto de final de ano exibido no dia 28 de dezembro de 2003, a série foi escolhida pela Rede Globo para fazer parte de sua programação, sendo encomendados 35 episódios exibidos sempre nas noites de domingo, após o Fantástico.
O episódio "Mulher de Amigo Meu Pra Mim é um Saco" foi escrito pelos autores frequentes Bernardo Jablonski, Elisa Palatnik e Marcelo Saback, e conta com as participações especiais de Danielle Winits e Saback. No episódio, ao cobrir um evento esportivo no bar "Espaço Pit-Bela", Francis (Winits) se apaixona por Franco e os dois começam a namorar. Com ciúmes por suas características, Pit e Belinha armam diversas situações para separar o casal.

## História

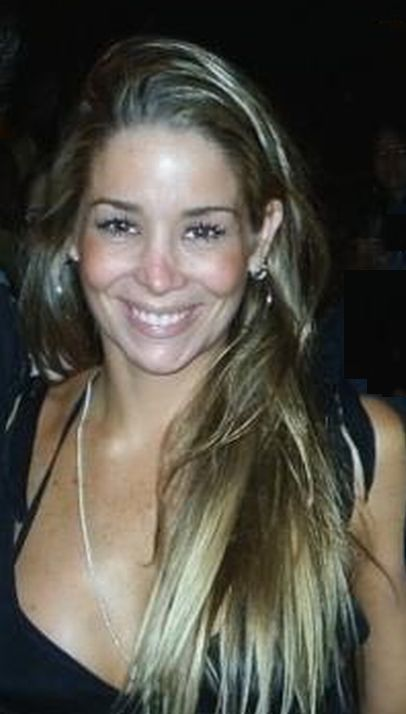
Danielle Winits interpreta a namorada de Franco no episódio.

Exibido no dia 11 de julho de 2004, "Mulher de Amigo Meu Pra Mim é um Saco" inicia com integrantes da Intrépida Trupe fazendo números de skate (Flávia Costa), acrobacia em tecido (Juliana Midela e Luisa Buarque) e alpinismo (Cláudio Baltar) no "Espaço Pit-Bela". Francis (Danielle Winits), uma apresentadora de esportes radicais, está cobrindo o evento de moda esportiva no bar, e após gravação, Francis diz ao cinegrafista (Marcelo Saback) que precisa sair para um encontro. Pit (Ingrid Guimarães) entra em ação e começa a paquerar o cinegrafista, por outro lado, ao conversar com Moreno (Luis Miranda), Horácio (Otávio Muller), Pit e Belinha (Heloísa Perissé), Franco (Luiz Carlos Tourinho) anuncia que está namorando e começa a deixar os amigos na mão. Chateados com a ausência do amigo, Horácio sugere que Pit e Belinha deem um jantar para conhecer a namorada de Franco, e ele aceita. Ao chegarem na casa das amigas, Franco apresenta Francis como sua namorada, deixando todos perplexos e céticos. Após tentativas fracassadas de desestabilizar Francis, que choca Pit e Belinha com sua eloquência, simpatia e inteligência, as duas amigas, com inveja, bolam um plano para separar Franco e Francis.
Ao irem ao banheiro, as duas começam a contar vantagens sobre suas qualidades, e acabam se acidentando, tendo que pedir socorro. Francis ajuda as amigas, que descobrem que ela também é médica fisioterapeuta. As duas tentam contar piadas, mas fracassam, ao contrário de Francis, que deixa Franco e seus amigos rindo das suas. Após a confusão, todos vão fazer trilha no final de semana, e Pit e Belinha continuam se dando mal. Pit começa a se envolver com o cinegrafista, que na verdade está apaixonado por Francis. Franco, por sua vez, tenta ficar a sós com sua namorada, mas é interrompido devido a uma forte chuva, tendo que abrigar seus amigos na barraca. Após voltarem à cidade, Franco leva Francis a seu quarto, mas é interrompido pelos seus amigos que fingem que franco é fã de sexo grupal. Após a confusão, Francis termina com Franco, o que deixa ele totalmente triste. Para recuperar o amigo, Pit e Belinha conseguem fazer com que o casal reate no final das contas.